# Die Wandlung. Das Ringen eines Menschen

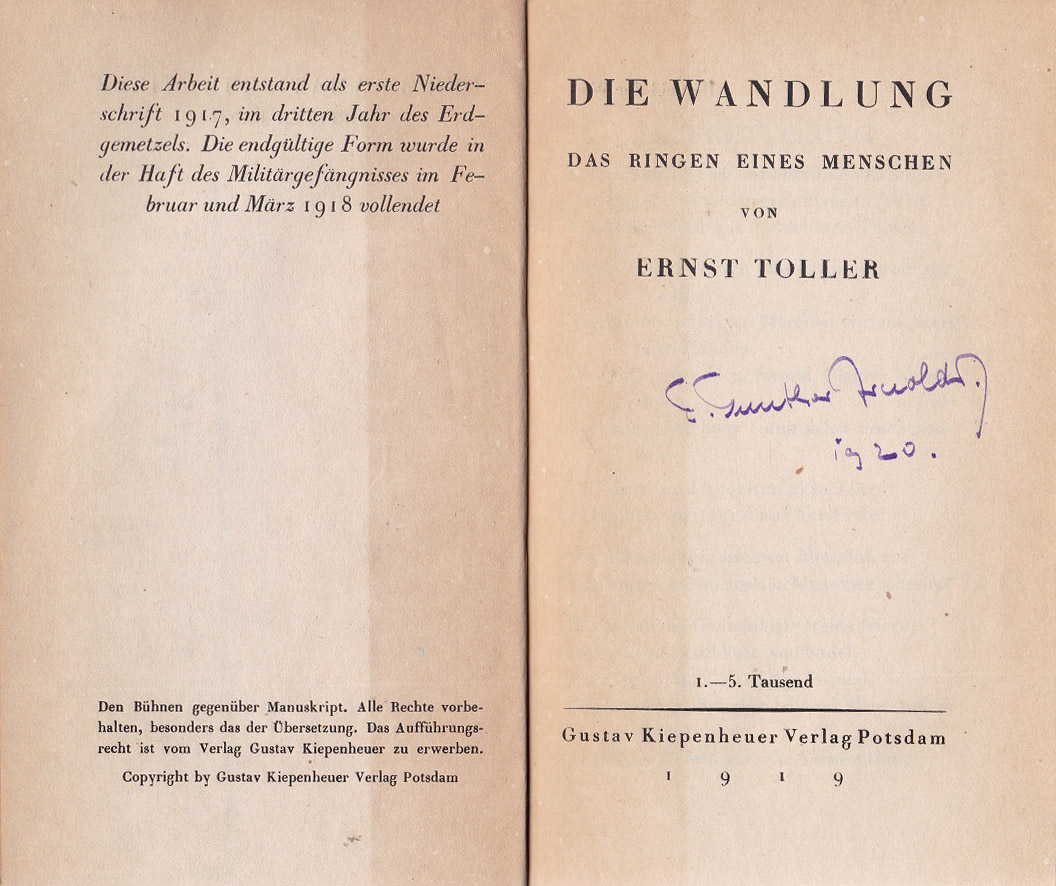
Erstausgabe 1919

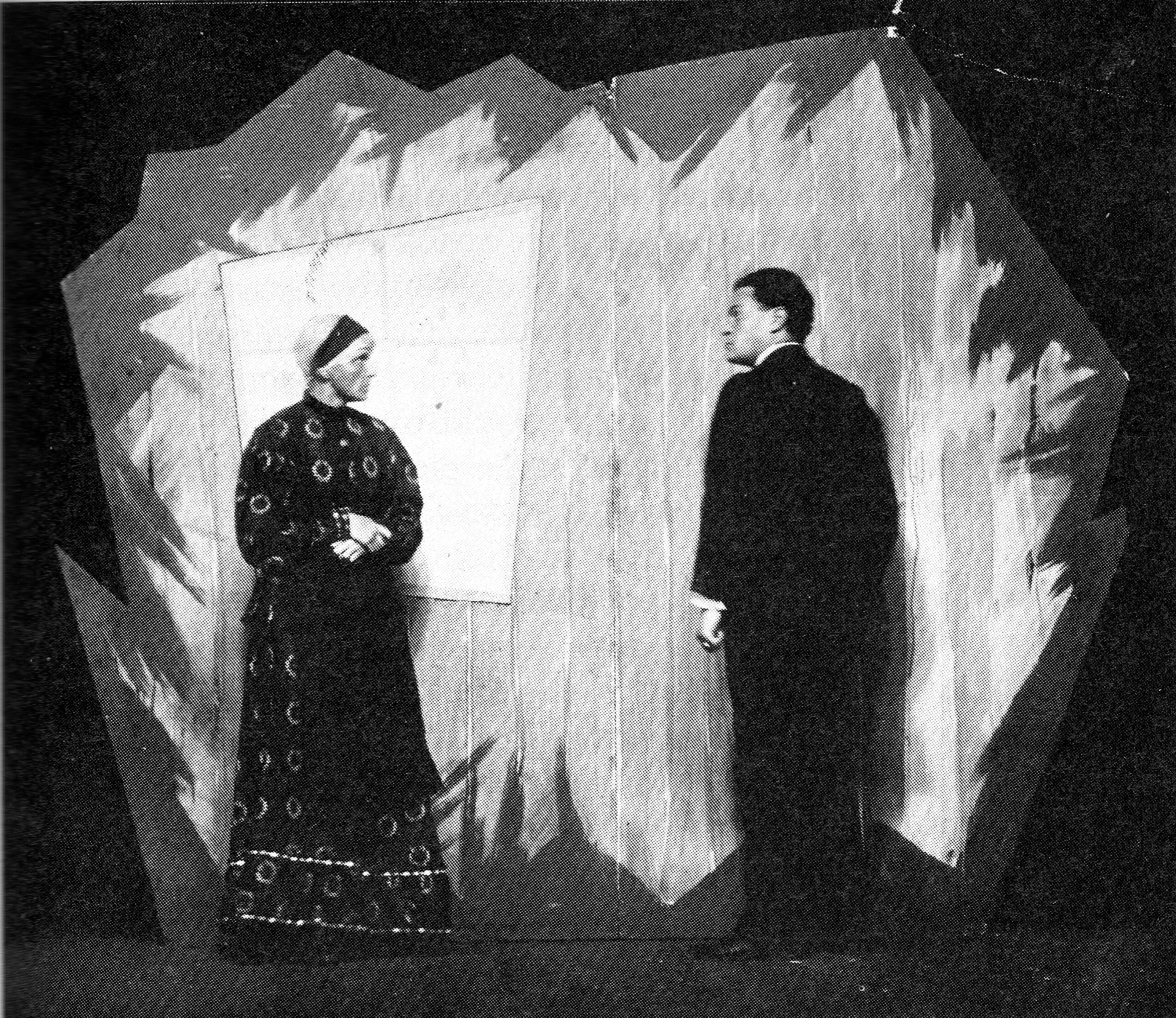
Bühnenbild Robert Neppach, Inszenierung Karlheinz Martin, Darsteller des Juden Friedrich Fritz Kortner (rechts) (Die Tribüne, Berlin, 1919)

Die Wandlung. Das Ringen eines Menschen ist Ernst Tollers erstes Theaterstück. Es wurde 1918 fertiggestellt und im darauffolgenden Jahr auf der Berliner Tribüne uraufgeführt. Toller kombiniert in der Wandlung drei verschiedene Gattungen: Stationen-, Wandlungs- und Verkündungsdrama. Die Handlung spielt zu der Zeit des Ersten Weltkriegs und dreht sich um den Protagonisten Friedrich, dessen philosophische „Wandlung“ dargestellt wird. Vom enthusiastischen Kriegsfreiwilligen, für den das Mitwirken im Militär eine Integrationshoffnung bedeutet, wird er zum überzeugten Pazifisten und Verkünder der Revolution.

## Entstehungsgeschichte
Die Wandlung ist Tollers erstes Drama. Er beginnt 1917 mit dem Schreiben und stellt es 1918 in Haft fertig.
Toller weist darauf hin, dass er sein Werk bereits vor Fertigstellung als „politisches Agitationsmedium“ genutzt hat. „1917 war das Drama für mich Flugblatt“, schreibt er in einer 1919 im Festungsgefängnis Eichstätt entstandenen Notiz. Weiterhin schreibt er darin, dass er in Berlin und Heidelberg Szenen aus dem Stück jungen Menschen vorgelesen habe, um sie gegen den Krieg aufzuwühlen. Außerdem habe er vor den Januarstreiks von 1918 in Kurt Eisners Zusammenkünften Zettel ausgeteilt, auf denen Szenen des Dramas standen. Er habe darüber hinaus in Streikversammlungen daraus vorgelesen.
Entgegen Tollers Behauptungen konnten keine Flugblätter gefunden werden, die Szenen aus der Wandlung beinhalten. Bei genauerer Betrachtung lässt sich aber feststellen, dass stilistische und argumentative Analogien zwischen dem Flugblatt Aufruf an das deutsche Volk! und Reden der Hauptfigur Friedrich vorliegen. Beispielsweise werden in beiden Texten Gruppen aus der Zuhörerschaft, wie Mütter, Frauen oder Soldaten, in der zweiten Person Singular angesprochen. Weiterhin sind stilistische Analogien zwischen dem Ende der Wandlung, die mit Friedrichs Revolutionsaufruf abgeschlossen wird, und dem Streikaufruf am Ende des Flugblatts auffällig. Beide Texte schließen in Versform ab. Ebenfalls werden von Toller dieselben Reimwörter sowohl im Flugblatt als auch im Dramentext verwendet.
Obgleich diese Parallelen zwischen den Texten festgestellt werden können, kann dennoch nicht, entgegen Tollers Äußerung, behauptet werden, es wären Szenen aus dem Drama auf Flugblättern gedruckt worden.

## Inhalt
Der arbeitslose Friedrich ist mit seinem Leben unzufrieden. Aufgrund seines jüdischen Hintergrunds fühlt er sich nicht in die Gesellschaft integriert. Andererseits ist ihm seine Herkunft auch fern. Daher plagt ihn ein Gefühl von innerer Zerrissenheit und Unzugehörigkeit. Durch die Ankunft eines Freundes, der ihm mitteilt, dass der Kolonialkrieg (es wird nicht spezifiziert um welchen Krieg es sich genau handelt) begonnen hat und Kriegsfreiwillige gesucht werden, entscheidet sich Friedrich enthusiastisch dazu, sich als Freiwilliger zu melden, um seinem Außenseiterdasein ein Ende zu setzen. An der Front ist es Friedrich dennoch nicht möglich, ein Gefühl von Zugehörigkeit zu entwickeln. Er wird von den anderen Soldaten verspottet, wird als „Fremder“ bezeichnet. Er wird verwundet und ins Lazarett gebracht. Er fiebert drei Tage lang, bis er aufwacht und ihm mitgeteilt wird, dass er als einzig Überlebender an einen Baum gebunden gefunden wurde.
Wieder zu Hause angekommen, befindet sich Friedrich in einem Atelier, in dem er an einer Statue arbeitet, die symbolisch das Vaterland darstellen soll. Er trifft auf ein Kriegsinvalidenpaar. Friedrich kennt den Mann, weil er mit ihm zusammen an der Front in einer Kompagnie war. Der Protagonist ist von dem Elend des Paares erschüttert und zerschmettert daraufhin die Statue. Nachdem der Protagonist erkennt, dass der Glaube an das Vaterland die Menschen ins Elend gestürzt hat, beginnt seine „Wandlung“ und sein Weg zum Pazifismus. Friedrich fängt damit an, Reden zu halten. Er tritt auf einer Volksversammlung auf, bei der das hungernde Volk zusammenkommt. Im Gegensatz zu den anderen Rednern nimmt er den Hunger und die Anliegen des Volkes ernst und wünscht sich, dass das Volk den Glauben an den Menschen wiederherstellt. In Friedrichs Rede, die das Stück abschließt, geht er wieder auf das Leid des Volkes und die Notwendigkeit des Glaubens an den Menschen ein. Er fordert das Volk dazu auf, zu den Reichen und Mächtigen zu gehen, um ihnen die Augen darüber zu öffnen, dass sie an Trugbilder glauben. Er bittet sie aber, verständnisvoll mit ihnen umzugehen, weil sie in seinen Augen ebenfalls Verirrte sind. Friedrich endet seine Rede mit einer Verkündung der Revolution.

## Form
Die Wandlung ist der Gattung des expressionistischen Stationendramas zuzuordnen.
Es werden im Stück nicht die Bezeichnungen „Akt“ und „Szene“ genutzt, sondern „Station“ und „Bild“. Das Stück besteht dementsprechend aus Stationen, die in lose aneinandergereihte Bilder aufgeteilt sind. Weiterhin sind die verschiedenen Bilder in Hinterbühnen- und Vorderbühnenszenen untergliedert. Den Stationen ist als Erstes das Gedicht Aufrüttelung vorgesetzt. Dem folgt die Szene Die Totenkaserne, der im Dramentext die Bemerkung beigefügt ist, dass sie sowohl als Vorspiel als auch als Nachspiel gedacht werden kann.
| Vortext              |          |             | Aufrüttelung (lyrisch)          |
| Vorspiel / Nachspiel |          | [o. Angabe] | Die Totenkaserne                |
| I. Station           | 1. Bild  | Vorderbühne | Städtisch verunstaltetes Zimmer |
| I. Station           | 2. Bild  | Hinterbühne | Transportzüge                   |
| II. Station          | 3. Bild  | Vorderbühne | Wüste am Wasserloch             |
| II. Station          | 4. Bild  | Hinterbühne | Zwischen den Drahtverhauen      |
| III. Station         | 5. Bild  | Vorderbühne | Im Lazarett                     |
| III. Station         | 6. Bild  | Hinterbühne | Die Krüppel                     |
| IV. Station          | 7. Bild  | [o. Angabe] | Atelier                         |
| V. Station           | 8. Bild  | Hinterbühne | Der Schlafbursche               |
| V. Station           | 9. Bild  | Hinterbühne | Tod und Auferstehung            |
| V. Station           | 10. Bild | Hinterbühne | Der Wanderer                    |
| V. Station           | 11. Bild | Vorderbühne | Volksversammlung                |
| VI. Station          | 12. Bild | Hinterbühne | Der Bergsteiger                 |
| VI. Station          | 13. Bild | Vorderbühne | Mittag. Platz vor der Kirche    |

Toller schreibt, die Hinterbühnenszenen seien „schattenhaft wirklich, in innerlicher Traumferne gespielt zu denken.“ In Sigurd Rothsteins Werk Der Traum von der Gemeinschaft: Kontinuität und Innovation in Ernst Tollers Dramen werden die Begriffe „Real-“ und „Traumbilder“ genutzt, um die Vorder- und Hinterbühnenszenen zu bezeichnen. Dennoch können diese Bezeichnungen Missverständnisse aufbringen, da die „Hinterbühnenszenen“, die „Traumbilder“, weit mehr als bloße Träume Friedrichs darstellen. Während auf der Vorderbühne die Handlung vorangetrieben wird, kommentieren die Hinterbühnenszenen das Geschehen.
Vor Friedrichs Wandlung wird auf der Hinterbühne sein Auftreten auf der Vorderbühne aus einer kritischen Perspektive dargestellt. Zeigt sich im ersten Bild, einer Vorderbühnenszene, Friedrich enthusiastisch über die Idee, als Freiwilliger in den Kolonialkrieg zu ziehen, so wird im zweiten Bild, auf der Hinterbühne, das Leid der Soldaten dargestellt, die wie Vieh zusammengedrängt in einem Transportzug sitzen. Einer der Soldaten trägt einen Totenschädel. Der Tod begleitet die Soldaten also bereits in den Krieg. Figuren, die Totenschädel statt Köpfen tragen, treten mehrfach in den Hinterbühnenszenen auf. Der Krieg, der für Friedrich auf der Vorderbühne eine Integrationshoffnung bedeutet, wird auf der Hinterbühne durch die Skelette als Todesursache entlarvt. Auf der Vorderbühne wird die verschleierte Vorstellung Friedrichs über den Krieg dargestellt, während auf der Hinterbühne der Krieg in all dem, was ihn tatsächlich ausmacht, veranschaulicht wird. Weiterhin tritt Friedrich auf der Hinterbühne nicht als dieselbe Figur auf. Stattdessen tritt eine Figur auf, die das „Antlitz Friedrichs“ trägt. Das Einzelschicksal Friedrichs wird somit auf der Hinterbühne generalisiert und rückt als „zeittypisches“ Schicksal ins Allgemeine.

## Deutung

### Parallelen zu Ernst Tollers Biografie
Obwohl es heutzutage in der Literaturwissenschaft gemieden wird, Werke als einen autobiografischen Ausdruck des Autors zu deuten, ist dies bei der Wandlung kaum zu umgehen. Die Hauptfigur Friedrich ist dem Autor Toller so ähnlich, dass eine Anlehnung des Werkes an die Lebensgeschichte Tollers unübersehbar ist: Wie Friedrich ist Toller auch freiwillig in den Krieg gezogen, der ihn negativ prägte und durch den er einen psychischen und körperlichen Kollaps ertragen musste. Seine Einstellung gegenüber dem Krieg erfuhr eine radikale Wendung. Toller wurde, wie der Protagonist der Wandlung, vom Kriegsenthusiasten zum Pazifisten, war politisch aktiv und hielt Reden.
Auch in der Weltbühne, einer zeitgenössischen Wochenschrift für Politik, Kunst und Wirtschaft, wurde der Autor in der Hauptfigur der Wandlung wiedererkannt: „Ernst Toller ist Friedrich. Der geht nicht, sondern jagt außer Atem zwei Wege. Den einen aus der Kunst in den Krieg, aus dem Krieg zurück in die Kunst und aus der Kunst in die Brüdererlösung; den anderen: aus der Abseitigkeit des Juden und aus der Vaterlandsliebe in die Abgeordnetheit für die ganze Menschheit.“ Aus dem Zitat werden zwei weitere Aspekte deutlich, die den Autor an seine Hauptfigur knüpfen: Kunst und Judentum. Ernst Toller ist als Dichter wie Friedrich, der als Bildhauer auftritt, Künstler. Auch das jüdische Außenseiterdasein von Friedrich stellt eine Parallele zu Toller dar. Ernst Toller litt als Jude wie Friedrich an der mangelnden Integration, der er erhoffte, durch sein Mitwirken im Krieg ein Ende zu setzen und gesellschaftliche Zugehörigkeit zu erlangen.

### Jüdische Außenseiter-Problematik
Dass Friedrich unter seiner jüdischen Identität leidet, da sie Ursache für sein Gefühl von Unzugehörigkeit ist, wird unter anderem daran kenntlich, dass das Wort „Jude“ nicht ein einziges Mal im gesamten Werk fällt. Es wird zwar klar, dass Friedrich Jude ist, aber es wird nie explizit darauf hingewiesen. Die Auslassung des Wortes wird somit Ausdruck von seinem „gebrochenen jüdischen Selbstverständnis.“ Obwohl im Stück der Begriff gemieden wird, spielt das Judentum im Werk eine zentrale Rolle. Es wird bereits im ersten Bild die Verbundenheit, die Friedrich zur Figur des Ahasver, dem endlos umherziehenden Juden, verspürt, thematisiert. Nach der Legende, hat Christus Ahasver zur ewigen Wanderschaft verdammt, weil letzterer ihm auf dem Weg nach Golgatha eine kurze Rast vor seinem Haus verweigert hat. Ahasver wird für die Hauptfigur zum Inbild seiner selbst. Das Motiv des Wanderns, der Heimatlosigkeit, das an Ahasver und somit auch an Friedrich geknüpft wird, verweist auf das Problem des jüdischen Außenseiterdaseins zurück: Die Hauptfigur verspürt weder seinen christlichen Mitmenschen noch seiner jüdischen Herkunft gegenüber ein Gefühl von Zugehörigkeit.

### Judentum und Christentum
Toller hat in der Wandlung nicht nur durch Motive auf die jüdische Religion Bezug genommen, sondern auch christlich-religiöse Aspekte mit einbezogen: In der neunten Hinterbühnenszene „Tod und Auferstehung“ wird eine Parallele zur christlichen Passionsgeschichte gezogen: Es wird dargestellt, wie die Figur mit dem Antlitz Friedrichs im Gefängnis Selbstmord begeht und seine Frau, die ihn besucht, daraufhin dort ihr gemeinsames Kind gebärt. Die Figur mit den Gesichtszügen Friedrichs liegt, nachdem sie sich in den Tod gestürzt hat, wie Jesus am Kreuz da: „[D]en Kopf zurückgebeugt, die Arme gestreckt, als ob er gekreuzigt wäre.“ Es wird durch die Geburt des Kindes auf die Wiederauferstehung Christi angespielt.
Der Autor nimmt aber nicht nur Elemente beider Religionen, Christentum und Judentum, in sein Werk auf. Motive beider Glaubensrichtungen gehen im Verlauf des Dramas ineinander über: In der Szene, die dem Bild „Tod und Auferstehung“ folgt, tritt die Figur mit dem Antlitz Friedrichs als Wanderer auf. Nach der symbolischen Auferstehung im Gefängnis tritt er im Gewand Ahasvers auf, denn er stellt als Wanderer hier den von Christus zur ewigen Wanderschaft verdammten Juden dar. Durch die Figur mit dem Antlitz Friedrichs wird hier Ahasver und Christus zu einer Gestalt zusammengefügt. Die Figur berichtet als Wanderer von seiner Auferstehung. Das Ineinanderverschmelzen von Christus und Ahasver wird weiterhin durch ihren Rollentausch verdeutlicht: „Der Richter ward zum Angeklagten, / Der Angeklagte ward zum Richter. / Und beide reichen sich verzeihend blutbefleckte Hände.“ Christus, der in der Legende über das Schicksal Ahasvers entscheidet, kann mit der Richter-Figur gleichgesetzt werden. Ahasver hingegen ist als der zur Wanderschaft bestrafte in der Rolle des Angeklagten. Das Ahasver-Motiv erfährt innerhalb des Dramas eine entscheidende Wende: Am Anfang des Stückes stellt es eine Identifikationsmöglichkeit für Friedrich dar, der an seiner inneren Zerrissenheit und einem Gefühl von Heimatlosigkeit leidet. Im Verlauf des Dramas wird die Ahasver-Figur ins Positive gewendet und verschmilzt mit dem Christusmotiv.

## Rezeption
Nach der Uraufführung, die Ernst Toller innerhalb kürzester Zeit berühmt machte, feierte das Stück einen außerordentlichen Erfolg bei Kritik und Publikum. Nach Tollers eigener Aussage wurde Die Wandlung in Berlin über 100 Mal und in Hamburg um die 35 Mal gespielt. Der Erfolg des Werkes hing womöglich damit zusammen, dass es eine inhaltliche und formale Revolution des Theaters darstellte. Der Theaterkritiker Alfred Kerr war von der Wandlung und deren Inszenierung der Tribüne beeindruckt: „Herr Martin, mit dem freundlichen Vornamen Karlheinz, [- Mitbegründer der Tribüne und Regisseur der Wandlung -] hat in der Theatergeschichte hier einen Schritt vorwärts getan.“ Tollers Dramentext wie auch die Inszenierung der Tribüne waren innovativ. Das Berliner Experimentaltheater verzichtete auf eine konventionelle Guckkastenbühne. Anstelle dessen wurde ein Podium aufgestellt, das sich durch den gesamten Raum zog. Maschinerie, Bühnenrahmen und Soffitten wurden ausgelassen. Kerr hat die Schlichtheit der Aufführung nicht als „Kärglichkeit“ wahrgenommen, sondern als „Gesammeltsein. Herausheben des Wortes. Förderung der Innenkraft. Dung für Seelisches.“

### Textausgaben

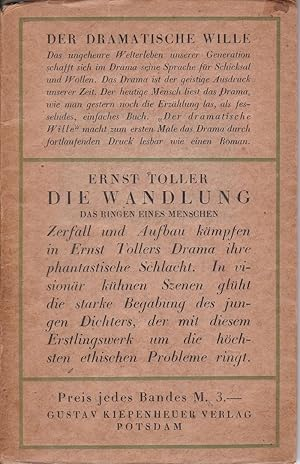
Werbetext (1919)

- Ernst Toller: Die Wandlung. Das Ringen eines Menschen. In: Ernst Toller. Sämtliche Werke. Kritische Ausgabe. Herausgegeben von Dieter Distl u. a. Bd. 1: Stücke 1919-1923. Herausgegeben von Torsten Hoffmann u. a. Wallstein Verlag, Göttingen 2015, ISBN 978-3-8353-1335-4, S. 1–44.
- Ernst Toller: Die Wandlung. Das Ringen eines Menschen. Leopold Classic Library, 2017.
- Ernst Toller: Die Wandlung. Das Ringen eines Menschen. Literaricon, 2019, ISBN 978-3-95697-958-3.

### Sekundärliteratur
- Alfred Bodenheimer: Ahasveriaden. Fritz Mauthner, Ernst Toller und Jakob Wassermann. In: Wandernde Schatten. Ahasver, Moses und die Authentizität der jüdischen Moderne. Wallstein Verlag, Göttingen 2002, ISBN 3-89244-509-5, S. 65–88.
- Andreas Englhart: Ernst Tollers Stationendrama Die Wandlung auf der expressionistischen Experimentalbühne Die Tribüne. In: Judenrollen. Darstellungsformen im europäischen Theater von der Restauration bis zur Zwischenkriegszeit. Herausgegeben von Hans-Peter Bayerdörfer und Jens Malte Fischer. Niemeyer, Tübingen 2008, ISBN 978-3-484-65170-8.
- Frank Krause: Literarischer Expressionismus. Fink, Paderborn 2008, ISBN 978-3-7705-4317-5.

- Martin Nickisch: Toller, Ernst. Die Wandlung. Das Ringen eines Menschen. In: Kindlers Literatur Lexikon. Herausgegeben von Heinz Ludwig Arnold. J.B. Metzler, Stuttgart 2020, ISBN 978-3-476-05728-0.
- Nachwort. In: Ernst Toller. Sämtliche Werke. Kritische Ausgabe. Herausgegeben von Dieter Distl u. a. Bd. 1: Stücke 1919-1923. Herausgegeben von Torsten Hoffmann u. a. Wallstein Verlag, Göttingen 2015, ISBN 978-3-8353-1335-4, S. 308–327.

- Sigurd Rothstein: Der Traum von der Gemeinschaft. Kontinuität und Innovation in Ernst Tollers Dramen. Verlag Peter Lang, Frankfurt am Main u. a. 1987, ISBN 3-8204-9928-8.
- Carsten Schapkow: Judenbilder und jüdischer Selbsthaß. Versuch einer Standortbestimmung Ernst Tollers. In: Ernst Toller und die Weimarer Republik. Ein Autor im Spannungsfeld von Literatur und Politik. Herausgegeben von Stefan Neuhaus. Königshausen und Neumann, Würzburg 1999, ISBN 3-8260-1598-3, S. 237–254.